# Anastasiya Maxímova
Anastasiya Ivánovna Maxímova –en ruso, Анастасия Ивановна Максимова– (Petrozavodsk, 27 de junio de 1991) es una deportista rusa que compite en gimnasia rítmica, en la modalidad de conjuntos.
Participó en dos Juegos Olímpicos de Verano, obteniendo dos medallas en la prueba por conjuntos, oro en Río de Janeiro 2016 (junto con Vera Biriukova, Anastasiya Blizniuk, Anastasiya Tatareva y Mariya Tolkachova) y plata en Tokio 2020 (con Anastasiya Blizniuk, Anguelina Shkatova, Anastasiya Tatareva y Alisa Tishchenko).
Ganó doce medallas en el Campeonato Mundial de Gimnasia Rítmica entre los años 2009 y 2019, y seis medallas en el Campeonato Europeo de Gimnasia Rítmica entre los años 2014 y 2021.

## Palmarés internacional
| Juegos Olímpicos   | Juegos Olímpicos        | Juegos Olímpicos  | Juegos Olímpicos           |
| Año                | Lugar                   | Medalla           | Prueba                     |
| ------------------ | ----------------------- | ----------------- | -------------------------- |
| 2016               | Río de Janeiro (Brasil) | Medalla de oro    | Conjuntos                  |
| 2020               | Tokio (Japón)           | Medalla de plata  | Conjuntos                  |
| Campeonato Mundial |                         |                   |                            |
| Año                | Lugar                   | Medalla           | Prueba                     |
| 2009               | Ise (Japón)             | Medalla de oro    | 5 con aro                  |
| 2009               | Ise (Japón)             | Medalla de bronce | Concurso completo          |
| 2009               | Ise (Japón)             | Medalla de bronce | 3 con cinta + 2 con cuerda |
| 2013               | Kiev (Ucrania)          | Medalla de oro    | 3 con pelota + 2 con cinta |
| 2013               | Kiev (Ucrania)          | Medalla de bronce | Concurso completo          |
| 2014               | Esmirna (Turquía)       | Medalla de oro    | 3 con pelota + 2 con cinta |
| 2015               | Stuttgart (Alemania)    | Medalla de oro    | Concurso completo          |
| 2015               | Stuttgart (Alemania)    | Medalla de oro    | 3 con mazas + 2 con aro    |
| 2015               | Stuttgart (Alemania)    | Medalla de plata  | 5 con cinta                |
| 2019               | Bakú (Azerbaiyán)       | Medalla de oro    | Concurso completo          |
| 2019               | Bakú (Azerbaiyán)       | Medalla de oro    | 3 con aro + 2 con mazas    |
| 2019               | Bakú (Azerbaiyán)       | Medalla de bronce | 5 con pelota               |
| Campeonato Europeo |                         |                   |                            |
| Año                | Lugar                   | Medalla           | Prueba                     |
| 2014               | Bakú (Azerbaiyán)       | Medalla de oro    | Concurso completo          |
| 2014               | Bakú (Azerbaiyán)       | Medalla de oro    | 3 con pelota + 2 con cinta |
| 2014               | Bakú (Azerbaiyán)       | Medalla de plata  | 5 con mazas                |
| 2016               | Jolón (Israel)          | Medalla de oro    | Concurso completo          |
| 2021               | Varna (Bulgaria)        | Medalla de oro    | Concurso completo          |
| 2021               | Varna (Bulgaria)        | Medalla de plata  | 5 con pelota               |